# Participation de l'Armée polonaise dans la bataille de France

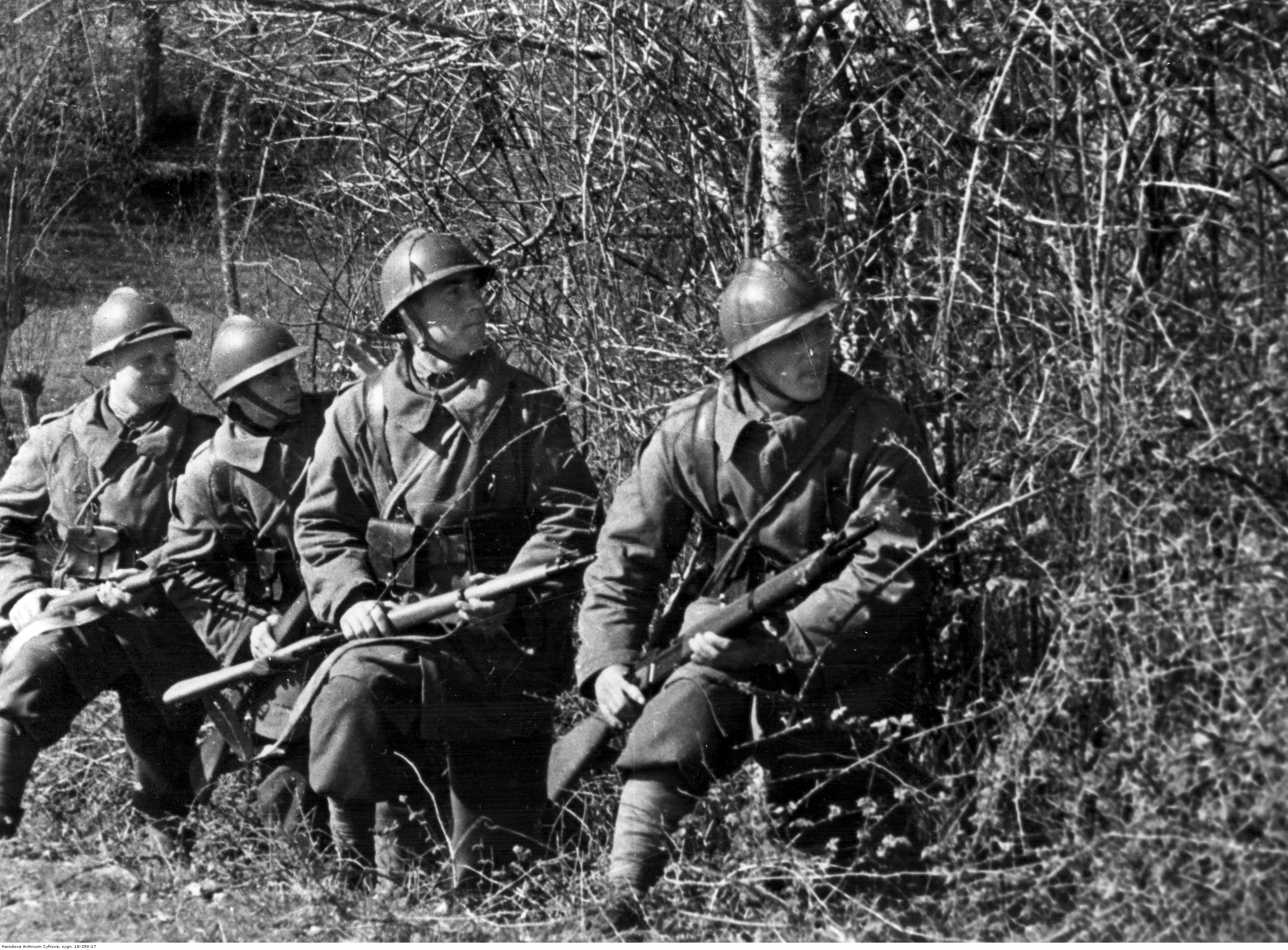
Des fantassins polonais équipés de casques Adrian et armés de MAS 36 en France en 1940.

L'Armée polonaise en France désigne une armée polonaise reconstituée sur le sol français après l'invasion de la Pologne par l'Allemagne nazie et l'Union soviétique, conformément à l’accord franco-polonais datant du 9 septembre 1939 et confirmé par celui du 4 janvier 1940. Forte de plus de 80 000 hommes, l'Armée polonaise participe à la bataille de France en tant qu'armée alliée sous ses propres drapeaux mais sous le commandement de l'état major français[réf. incomplète] du 10 mai au 25 juin 1940.
En juin 1940, son commandant et chef du gouvernement polonais en exil, le général Władysław Sikorski, refuse d'être inclus dans les clauses de l'armistice que la France défaite conclut avec l'Allemagne. N'acceptant pas de déposer les armes, il annule l'alliance militaire avec la France du maréchal Pétain et s'embarque pour l'Angleterre afin d'y continuer la lutte contre l'Allemagne. Le 25 juin 1940, le général Sikorski s'adresse, depuis Londres, aux soldats et au peuple polonais dans un discours radiodiffusé à la BBC. À la suite de son appel, les soldats polonais de l'armée reconstituée en France rejoignent alors des ports de l'Atlantique et gagnent également la Grande-Bretagne.

## Création, cadre légal et statut

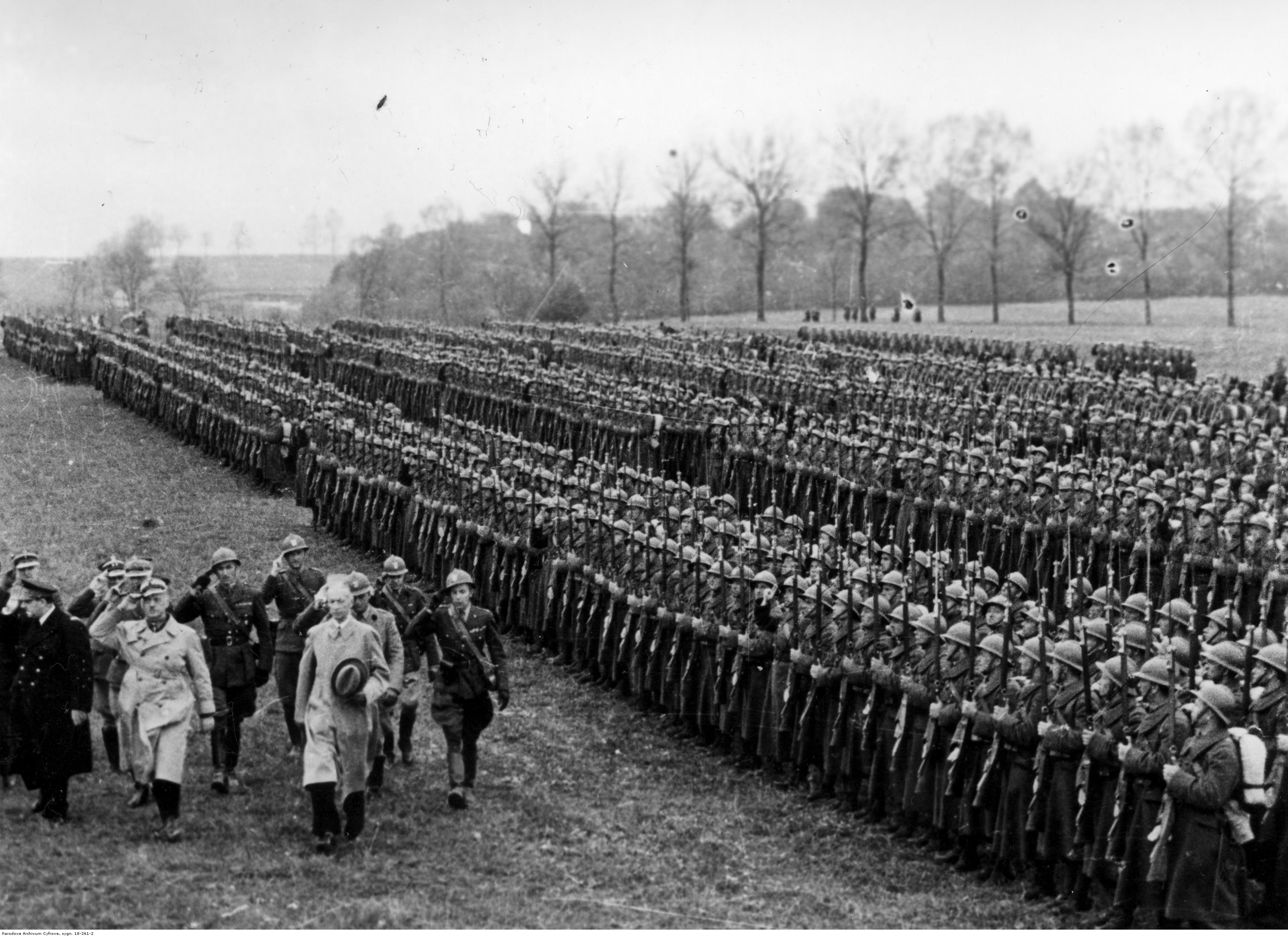
Revue de la 1re division d'infanterie (division de grenadiers) le 3 mai 1940 par le Président de la République de Pologne Władysław Raczkiewicz et le général Władysław Sikorski entre Martigny-les-Gerbonvaux et Autreville dans les Vosges.

La France était liée à la Pologne par des accords, dont celui du 19 février 1921 qui fait obligation à la France d'intervenir, tant sur mer que sur terre, pour assurer la sécurité de son alliée en cas d'attaque de la Pologne par l'Allemagne ou l'URSS. Un autre accord militaire fut signé en 1925, en vertu duquel une division d'infanterie de vingt cinq mille ressortissants polonais pourrait, en cas de guerre, être formée en France.
En mai 1939, le général Tadeusz Kasprzycki (en), ministre polonais des affaires militaires, négocie une convention avec la France en vue de créer une division d’infanterie dans l’armée française avec les Polonais émigrés sur le sol français. L’invasion allemande de la Pologne précipite les négociations et le 9 septembre 1939, l’ambassadeur de Pologne Julian Łukasiewicz (en) et le ministre des affaires étrangères français George Bonnet, signent une première entente. Après l'agression de la Pologne par l'URSS, un protocole d'exécution relatif à la formation d'une division polonaise en France est signé le 21 septembre 1939.
Le 12 septembre, le camp de Coëtquidan (Morbihan) est mis à la disposition de l’armée polonaise par les autorités françaises, sous le commandement du général Jerzy Ferek-Błeszyński (pl). Mille volontaires le rejoignent la première semaine. Ensuite, jusqu’à six à sept cents recrues arrivent chaque jour.
Le 3 octobre 1939, le Journal Officiel publie le décret qui institue la mobilisation obligatoire des ressortissants polonais en France. Des affiches bilingues (en polonais et en français) sont apposées dans les mairies de communes à forte densité de Polonais : « Au nom du Gouvernement de la République de Pologne, en exécution de la décision du Président du Conseil des Ministres des Affaires Militaires de Pologne et en vertu de l’Accord signé entre la Pologne et la France le 9 septembre 1939 : Il est prescrit à tout citoyen polonais recensé à partir du 29 septembre 1939 dans les communes de […] de comparaître le […] octobre 1939 devant la Commission de révision siégeant à […], chargée de déterminer son aptitude physique au service militaire dans l’Armée polonaise en France. [Signé :] l'Ambassadeur de Pologne. Paris, le 5 octobre 1939 ».
Le 4 janvier 1940, les deux chefs de gouvernement, Édouard Daladier et le général Władysław Sikorski signent un accord permettant à la Pologne de reconstituer en France une nouvelle armée de toutes armes en procédant à :
- la conscription des émigrés ;
- l'enrôlement de volontaires venant de pays libres ;
- l'enrôlement de militaires polonais venant de Pologne, de Roumanie, de Hongrie et des Pays baltes.

Des immigrés polonais, au nombre de 50 000, se font recenser à partir du 15 octobre 1939. Par ailleurs, à l'issue de la campagne de Pologne, environ 32 000 Polonais s’évadent de Pologne par des chemins divers (Hongrie, Roumanie surtout), ou sont libérés sur intervention diplomatique française des camps d’internement d’Europe orientale. Ils sont souvent convoyés de Roumanie, Grèce et Yougoslavie par les Britanniques et enrôlés et équipés par la France (essentiellement en France, mais aussi dans les Forces Françaises du Levant).
Le statut de cette armée polonaise est celui d'une armée nationale étrangère, placée, en tant qu'armée d'un État allié, sous les ordres du commandement en chef de l'Armée française. " L'autorité polonaise était souveraine pour ce qui concernait la gestion du personnel et, moyennant certaines conditions d'uniformisation, l'entraînement des Forces. Au nom du même principe de souveraineté, le financement de la mise sur pied des Forces polonaises et de leur entretien était à la charge de la Pologne, ce qui, dans l'application, devait se traduire par l'avance de fonds nécessaires par l’état français et leur inscription à un compte de débit de l’état polonais ". Les forces polonaises doivent se composer comme suit : " L'objectif initial pour l'Armée de Terre était la constitution de sept grandes unités : quatre divisions d'infanterie, dont deux en première urgence, une brigade de chasseurs de montagne, une brigade blindée, ainsi qu'une brigade d'infanterie au Levant ; pour l'Armée de l'Air, la formation de deux groupes de chasse, ainsi qu'une ou deux escadrilles de coopération.
Dès le printemps 1940, Coëtquidan devient trop petit pour contenir cette nouvelle armée polonaise qui s'est considérablement renforcée par les soldats polonais qui sont parvenus à fuir la Pologne défaite. Ils sont environ 38 000 dont de nombreux cadres à s'être échappés par la Hongrie et surtout par la Roumanie, convoyés le plus souvent par les Britanniques, à venir en France pour se mettre à la disposition du Gouvernement polonais en exil. Ces militaires polonais ont pour la plupart l'expérience du combat contre les Allemands et un encadrement de qualité. Ils étaient surtout animés d'un fort désir de revanche après la défaite de 1939.
Une nouvelle convention militaire signée le 4 janvier 1940 par Władysław Sikorski, le chef du gouvernement polonais et Edouard Daladier, le chef du gouvernement français, donne à cette armée polonaise reconstruite le statut d’une armée nationale étrangère et la place, en tant qu’armée d’un État allié, sous les ordres du commandement en chef de l’armée française. Son commandant en chef polonais est le général Władysław Sikorski. En juin 1940, l’Armée polonaise en France recense 83 326 soldats parmi lesquels 55 000 sont équipés de 770 canons et mortiers, 90 chars et 135 avions, engagés dans la défense de la France ainsi qu’en Norvège. Elle constitue la première formation de l'Armée polonaise de l'Ouest.

## L'organisation et les effectifs de l'Armée polonaise en France

### 1reBrigade du Nord (Brigade autonome de chasseurs de Podhale)
En février 1940, quatre bataillons, regroupés dans la Brigade autonome de chasseurs de Podhale, sont prêts à participer à un corps expéditionnaire franco-polonais en Scandinavie. La brigade fut « baptisée » en Bretagne le 21 avril 1940 devant les autorités civiles et militaires françaises, polonaises et britanniques. Le corps expéditionnaire participe à la bataille de Narvik, puis revient pour combattre en Bretagne dans le cadre du réduit breton mais le 15 juin 1940, la défaite des armées alliées est déjà consommée.

### Brigade de chasseurs des Carpates
La 1re Brigade de chasseurs des Carpates, constituée de 3 270 hommes et commandée par le général Stanisław Kopański, est formée en avril 1940 au Levant (Mandat français en Syrie et au Liban) par des soldats polonais évadés de Pologne par la Roumanie. Cantonnée à Beyrouth, elle ne participe pas aux opérations de la bataille de France.

### 1redivisiond'infanterie (Division de Grenadiers polonais)
Commandée par le général Bolesław Bronisław Duch et fortes de 16 165 hommes, elle opère au sein de la 4e armée française. Cette division est déclarée opérationnelle le 18 mai 1940.

### 2edivisiond'infanterie (Division de Chasseurs)
Commandée par le général Bronisław Prugar-Ketling, elle est déclarée opérationnelle seulement le 10 juin 1940.

### 3eDIP
En cours d'instruction à Coëtquidan, elle n'est pas prête avant la fin de la bataille de France, mais ces jeunes recrues mal armées et mal habillées prennent position et combattent aux côtés de la 1re Brigade du Nord dans la région de Couesnon.

### 4eDIP

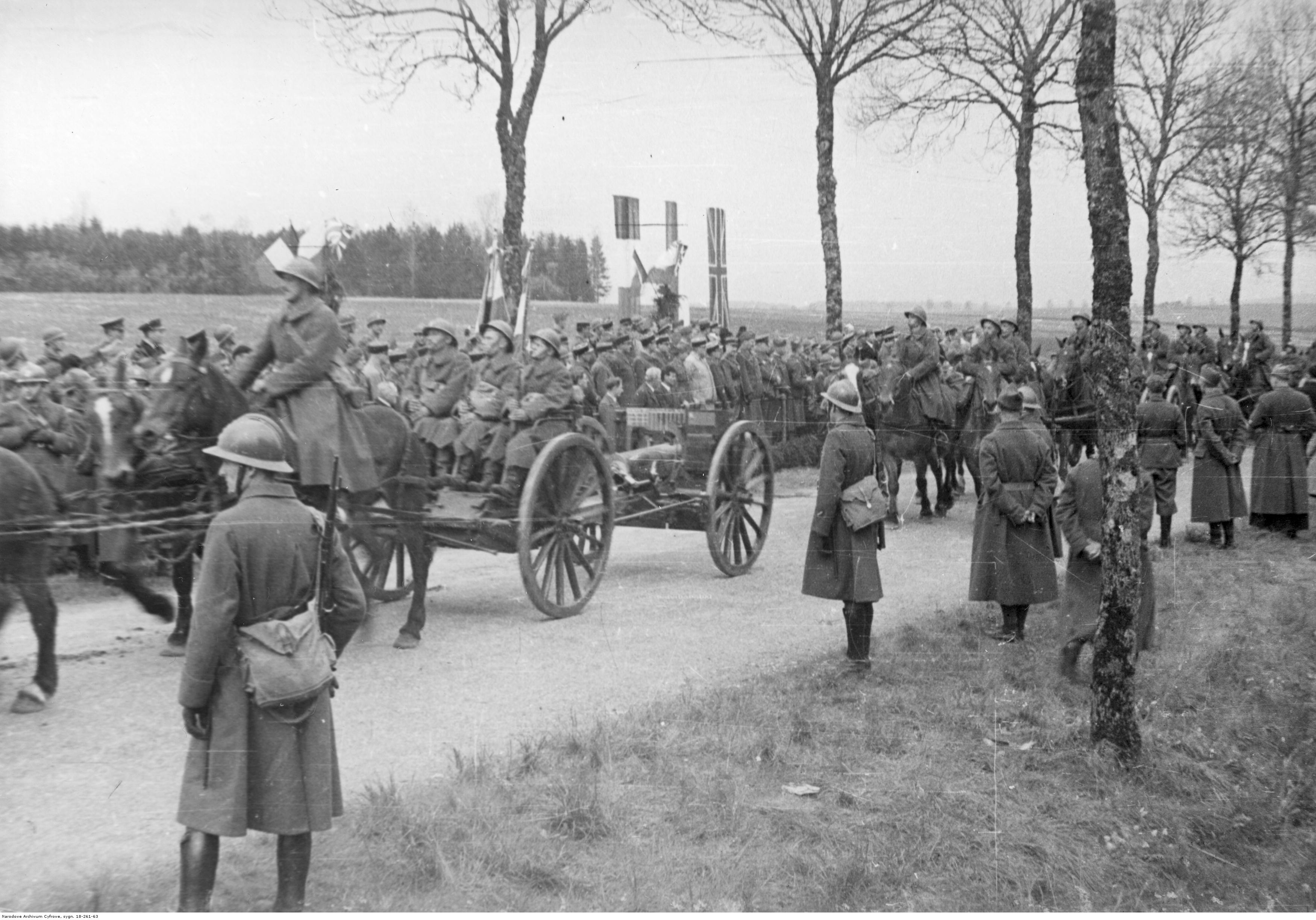
Batterie hippomobile d'un canon de 75 mm modèle 1897 de la 1 Division d'infanterie le 3 mai 1940.

Placée sous le commandement du général Rudolf Eugeniusz Dreszer et toujours en cours d'instruction, elle n'est pas prête avant la fin de la bataille de France. Ses unités combattent sur la Loire.

### 10ebrigadede cavalerie blindée

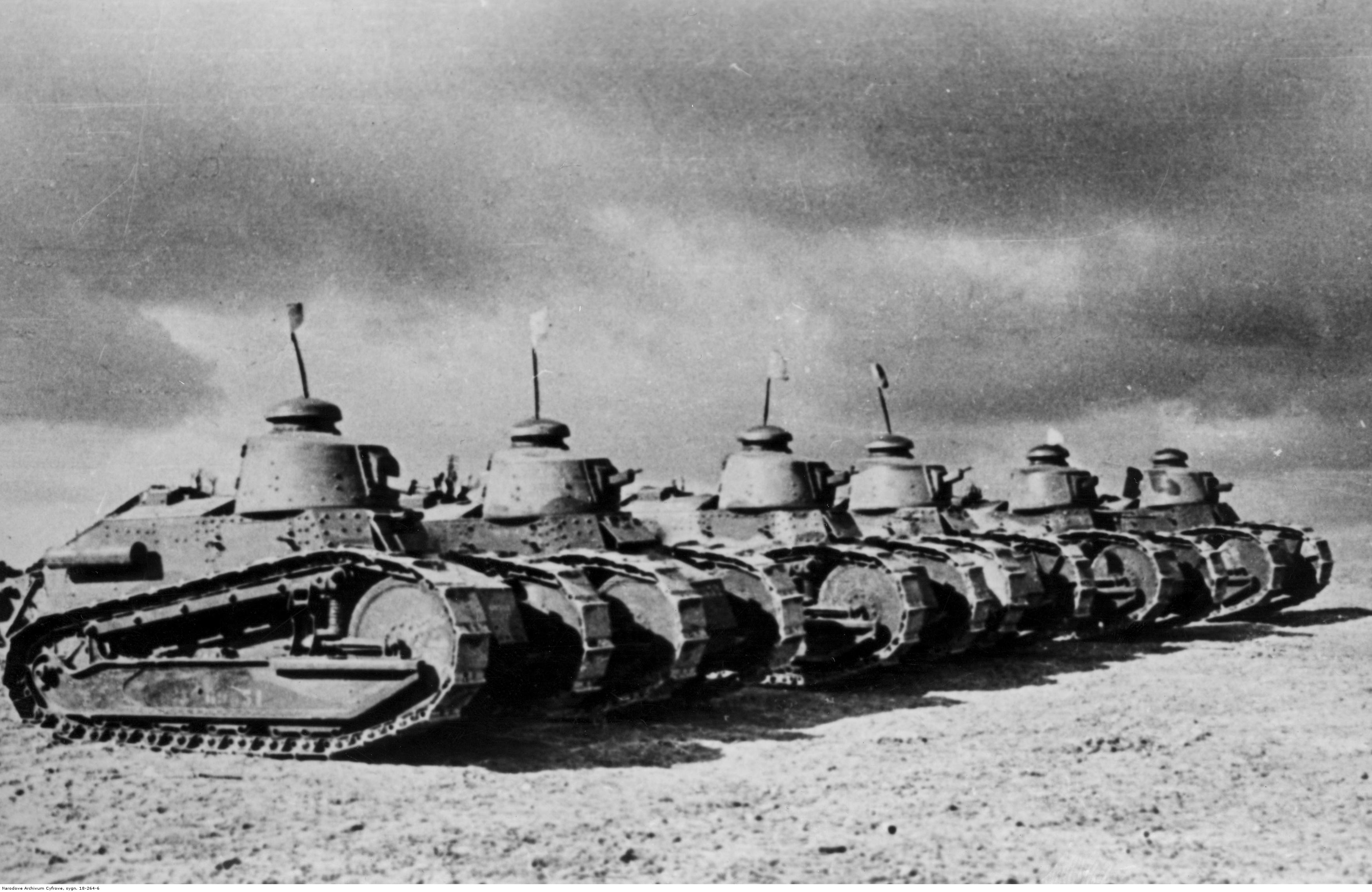
Chars Renault FT utilisés pour l'entrainement des forces polonaises.

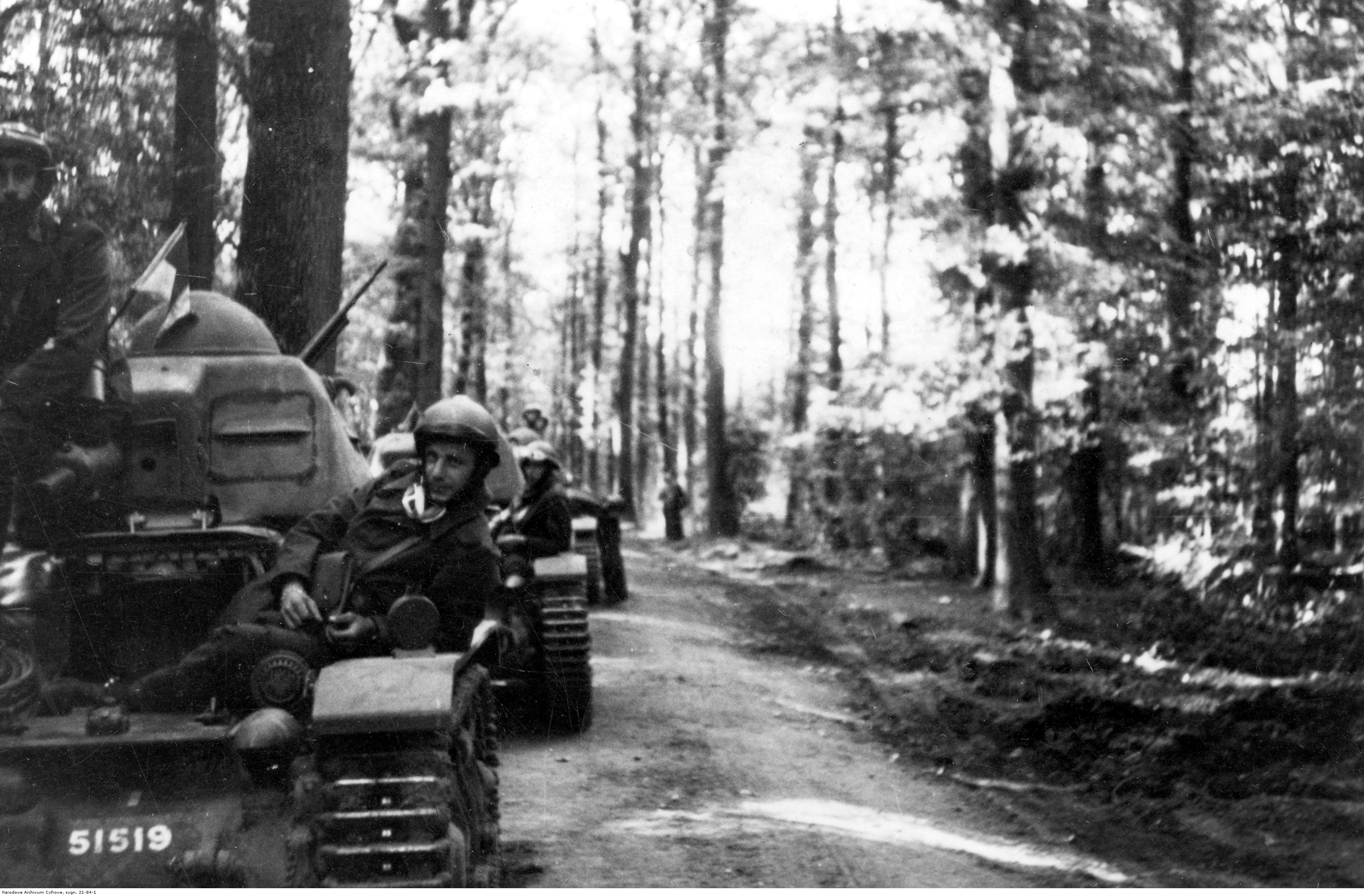
Des chars Renault R35 du 1er bataillon de chars en juin 1940.

Composée de 5 305 hommes et commandée par le général Maczek, qui combattit avec la 3e division cuirassée, dont :
- le 1er bataillon de chars composés de 45 chars légers Renault R35,
- le 2e bataillon de chars, qui ne combattit pas ; reformé en Écosse en 1942, il constitua ultérieurement l'ossature de la future 1re division blindée polonaise
- un régiment de cavalerie motorisée,
- des éléments organiques (une batterie antichar, une batterie anti-aérienne).

Les principaux camps de l’Armée de terre polonaise en France étaient situés à Coëtquidan, Saint-Loup-sur-Thouet près de Parthenay et Airvault.
Les projets du haut-commandement polonais de constituer deux corps d’armée n'ont jamais été réalisés. L’expérience acquise contre les Allemands en septembre 1939 n'a pas été mise en œuvre.

### L'aviation polonaise
Début mai 1940, la force aérienne polonaise renaissante en France compte 6 863 aviateurs polonais (pilotes et techniciens). Ces effectifs montent à 8 684 hommes. et elle est stationnée à Lyon-Bron où est créé le CIC (Centre d'Instruction de la Chasse). 138 pilotes polonais qui y sont formés participent aux opérations de la bataille de France. Une partie des « rampants » fait son instruction au camp de Judes. .
L'organisation de l'aviation polonaise disposant de 135 avions est complexe :
- deux groupes de chasse (GC) purement polonais :
  - Groupe de Chasse Polonaise de Varsovie, GC I/145 (groupe Kępiński ou GC I/145), composé de deux escadrilles, dotées de Caudron-Renault C.714 Cyclone. Ces appareils avaient été refusés par l'Armée de l'air française, qui avait cherché à les envoyer à la Finlande lors de la guerre d'hiver, avant la capitulation de cette dernière. "Très délicat à piloter, décollages et atterrissages trop longs, vitesse ascensionnelle insuffisante, manque de souplesse aux ailerons, fonctionnement aléatoire du train, échauffement anormal du moteur, entretien délicat, fragilité chronique des vilebrequins, démarreurs vite hors d'usage. Tels sont les commentaires rapportés par les pilotes : seuls auront été appréciés un armement bien concentré et une maniabilité en virage étonnante",
  - groupe Pamuła, théoriquement composé de deux escadrilles dotées de MS 406. Ce groupe ne sera jamais pleinement opérationnel, sur les quatre escadrilles prévues, à peine une et demi fut opérationnelle ;

- six patrouilles polonaises de chasse (de trois pilotes chacune) affectées aux GC de l'Armée de l'air française. Ces groupes polonais volent le plus souvent sur MS 406 ou sur MB.151 et 152.

## La bataille de France

### 1redivisiond'infanterie (Division de grenadiers polonais)
Composée de 16 165 hommes sous le commandement du général Bolesław Bronisław Duch, elle était basée en Lorraine près de Colombey-les-Belles. Tenant une partie de la ligne Maginot à partir du 9 juin, elle était intégrée dans le dispositif de la 4e armée française. Les premiers jours, ce furent seulement des activités de patrouilles et quelques escarmouches. Elle vint au combat à compter du 14 juin. Après deux jours de combats, ayant contenu les assauts allemands sur ses positions près de Lagarde (Moselle), sur le canal de la Marne au Rhin, elle fut contrainte de reculer, couvrant la retraite de la 52e division d'infanterie française en complète désintégration. Ce furent ensuite des combats de retardement, des contre-attaques pour dégager des unités risquant d’être encerclées. Le 21 juin, constatant l’effondrement des défenses françaises dans le secteur, le général Duch ordonna la dissolution de son unité afin de se constituer en petits groupes ; nombre des soldats, y compris le général, parvinrent à évacuer vers la Grande-Bretagne.
Cependant, l’ordre de dissolution n’a pu parvenir à temps à toutes les unités : le 2e bataillon du 3e régiment encore engagé dans la région de Moyenmoutier eut du mal à se dégager et se replia vers Saint-Dié en livrant les derniers combats. Une partie des éléments de la 5e compagnie fut capturée le 22 juin par les Allemands qui étaient entrés dans Saint-Dié.
Les morts de la division reposent dans le cimetière militaire de Dieuze (Moselle).

### 2edivisiond'infanterie (Division de chasseurs)
Forte d'environ 15 800 hommes et placée sous le commandement du général Bronisław Prugar-Ketling, elle était stationnée de décembre 1939 à mai 1940 à Parthenay. Cette division, intégrée dans le 45e corps d'armée du général Daille, fut chargée de la défense des environs de Belfort. Engagée dans de durs combats du 17 au 19 juin près du Doubs et de la Saône, elle stoppa l’attaque allemande sur les collines du Clos du Doubs, mais du fait de la retraite des forces françaises voisines, elle se vit encerclée par les forces allemandes ; cependant, elle parvint à percer vers la Suisse les 20 et 21 juin. La division, y compris le général Prugar-Ketling, fut internée.

### 10ebrigadede cavalerie blindée

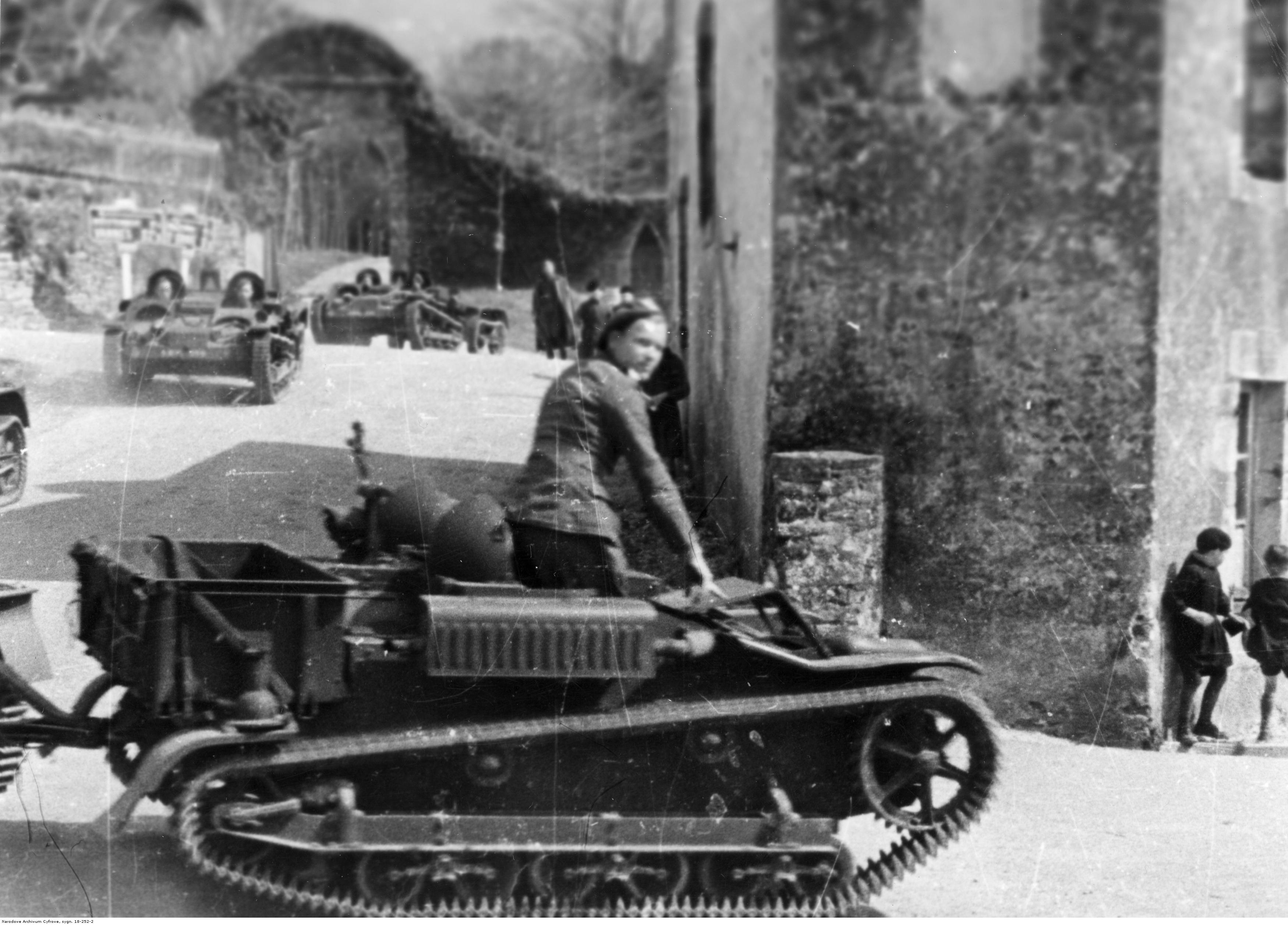
Colonne de chenilletes Renault UE de la 10E Brigade de cavalerie blindée polonaise en France en 1940.

Commandée par le général Stanisław Maczek, elle combattit en Champagne et en Bourgogne. Elle couvrait le flanc des 4e et 6e armées françaises près de Champaubert au nord-ouest de Dijon. Le 16 juin, elle mit les Allemands en déroute près de Montbard mais se vit alors isolée, les unités françaises sur ses deux flancs étant en déroute ou en retraite. Le 18 juin, la brigade était pratiquement encerclée et à court d’essence et de munitions. Le général Maczek ordonna la destruction du matériel de l’unité et la dispersion des hommes. La brigade fut ultérieurement recréée sous son commandement en Grande-Bretagne où elle devint la fameuse 1re division blindée polonaise ; le général Maczek fut considéré comme l’un des meilleurs commandants polonais, notamment de blindés, de la Seconde Guerre mondiale.

### L’aviation polonaise

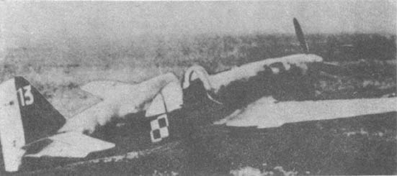
Chasseur Caudron C.714 du Groupe de Chasse I/145, avec damier polonais, juin 1940

Début mai 1940, l’aviation polonaise en France compte 6 863 hommes. Ces effectifs montent à 8 684 aviateurs disposant de 135 avions.
Le groupe de chasse polonais GC 1/145 « Varsovie », participa à la bataille de France, ainsi que d’autres éléments détachés dans des unités françaises. Sur les 175 pilotes polonais formés en France, environ 130 à 135 participèrent aux combats, crédités de 50 à 55 victoires pour des pertes de 15 à 25 pilotes. L'essentiel du personnel de l'Armée de l'air polonaise parvint à gagner ensuite le Royaume-Uni.
Un patrouille polonaise, commandée par le porucznik (lieutenant) Henneberg, basée à Châteauroux, et composée de deux MB.152 et un MB.151, plus un Caudron Simoun, s'envole le 17 juin 1940 pour Bordeaux. Le 18 juin, l'escadrille redécolle et fait escale à Nantes, où un wing commander de la RAF fournit les indications pour se rendre à la base RAF de Tangmere (Sussex). Après avoir refait le plein, le groupe polonais décolle à 14 h et atterrit à Tangmere à 16 h 30. Ce fut la seule unité de l'aviation polonaise à arriver au Royaume-Uni avec ses avions.

## Après l'armistice
Dès le 18 juin, le sort des unités polonaises devient problématique. Le Gouvernement polonais en exil refusant toute idée d’armistice, les diverses unités (engagées et dissoutes, non engagées mais non dissoutes) n’ont que très peu de choix :
- la captivité ;
- l’évacuation ;
- l’internement ;
- la démobilisation ;
- l’entrée dans la clandestinité.

Malgré les instructions données par les commandants, un nombre important de militaires polonais furent pris par les Allemands et emmenés en captivité.
Pour continuer la guerre avec l’allié britannique, il faut gagner la Grande-Bretagne. Par tous les moyens, avec audace et ténacité, les unités polonaises se lancent dans une course vers les ports de l’Atlantique pour y rembarquer. Sikorski part pour Londres le 18 juin et obtient de Winston Churchill, l’aide de la Royal Navy, qui établit un plan d’évacuation, l'opération Ariel, avec des navires britanniques et polonais (civils et militaires).
Nantes, Saint-Nazaire, La Turballe, Le Croisic, Les Sables d’Olonne, La Rochelle, La Pallice, Royan, le Verdon sur Mer, Saint-Jean-de-Luz voient ainsi arriver des groupes de Polonais tentant d’embarquer sur les navires dépêchés pour cette évacuation.
Le général Louis Faury, directeur de l’instruction des troupes polonaises installé au camp de Coëtquidan joue un rôle crucial dans cette opération. Après le départ de Paris de la Mission militaire franco-polonaise pour se transporter dans la région de Mont-de-Marsan, les liaisons entre cet état-major et les forces polonaises stationnées en Bretagne, sont interrompues. Le général Faury prend l’initiative du commandement de ces forces polonaises. Il s’implique sans compter dans l'organisation et la mise en œuvre de cette évacuation.
Le 19 juin 1940, environ 6 000 soldats polonais, dont le major Stanisław Sosabowski de la 4e division d'infanterie polonaise, parviennent au port de La Pallice d'où ils sont évacués vers le Royaume-Uni.
Pratiquement toute la 2e division de chasseurs est internée en Suisse.
2 300 pilotes polonais sont transférés au Royaume-Uni où ils formeront l'ossature des futurs squadrons 302 et 303 qui participeront à la Bataille d'Angleterre.
Quelques milliers de militaires polonais réussirent à se faire démobiliser, notamment au centre d'Auch qui fonctionna jusqu’en juillet 1942.
D’autres choisirent d’entrer dans la clandestinité et de rejoindre les réseaux polonais qui se mirent en place, tels la P.O.W.N. (Polska Organizacja Walki o Niepodległości – réseau Monika) avant de tenter de rejoindre Londres en passant par l'Andorre, puis l’Espagne et enfin Gibraltar, port britannique où existait une mission navale polonaise.

## Quelques données numériques
Près de 85 000 hommes, dont les 4 000 de la brigade Kopański au Levant français, formaient l’Armée polonaise en France le 18 juin 1940 :
- 37 000 étaient des rescapés de la campagne de Pologne ;
- 55 000 hommes étaient dans des unités aptes au combat ;
- 16 000 environ furent faits prisonniers ;
- 13 000 hommes environ furent internés en Suisse ;
- selon les sources[N 5], de 20 000 à 35 000 hommes furent évacués vers la Grande-Bretagne ;
- 1 400 furent tués au combat et 4 000 blessés ;
- 6 000 hommes se firent démobiliser en zone occupée. À l’avènement de l’armistice, ils furent réquisitionnés dans des unités de travailleurs (Groupements de Travailleurs Étrangers - GTE). Un certain nombre de ces hommes ont rejoint la Résistance ;
- 13 000 hommes se firent démobiliser en zone non occupée. Plusieurs milliers d’entre eux y furent internés.